# مرزن‌دهگاه
مرزن‌دهگاه (به ترکی آذربایجانی: Mirzəyəndigah یا Mərzəndiyə) یک روستا در جمهوری آذربایجان است که در شهرستان شماخی واقع شده‌است. مرزن‌دهگاه ۱٬۰۳۳ نفر جمعیت دارد.
مرزن در زبان فارسی به معنای موش بزرگ است، واژه‌ای که در لغت مرزنگوش هم دیده می‌شود.
مرزن‌دهگاه در منطقه تات‌نشین جمهوری آذربایجان واقع شده است.